# Mitsubishi J2M Raiden
Mitsubishi J2M Raiden (jap. 雷電 pol.: „Piorun”; oznaczenie amerykańskie: "Jack") — jednosilnikowy, jednomiejscowy samolot myśliwski marynarki japońskiej z okresu II wojny światowej.
Myśliwiec lądowy używany przez Cesarską Flotę Japonii zaprojektowany jako myśliwiec przechwytujący, w którym największy nacisk położono na prędkości w locie poziomym oraz wznoszenia, a mniej na zwrotność. 
Doskonałe osiągi, silne uzbrojenie i odpowiednie opancerzenie uczyniły z niego najprawdopodobniej najbardziej efektywny samolot do niszczenia bombowców B-29 Superfortress w czasie wojny na Pacyfiku.
Wyprodukowano łącznie tylko 476 sztuk tego znakomitego myśliwca. Wprowadzono je do służby zbyt późno, aby mogły wpłynąć na koleje wojny.

## Historia
W październiku 1938 r. główny konstruktor Mitsubishi Jiro Horikoshi rozpoczął rozmowy z dowództwem lotnictwa marynarki Japonii dotyczące konstrukcji myśliwca przechwytującego, charakteryzującego się dużą prędkością i krótkim czasem wznoszenia. Ponieważ było to bardzo śmiałe przedsięwzięcie dla marynarki cesarskiej, a zespół konstrukcyjny Mitsubishi był zajęty konstrukcją myśliwca A6M Reisen, projekt Raidena zawieszono na rok.
Do września 1939 została ustalona oficjalna specyfikacja nowego samolotu. Celem była konstrukcja myśliwca przechwytującego, przeznaczonego do stacjonowania na lądzie, zdolnego rozwinąć prędkość 600 km/h na wysokości 6500 m oraz zdolnego wspiąć się na ten pułap w czasie najwyżej 5,5 minuty.
Silnik miał wytrzymać ciągłą pracę na pełnej mocy przez 45 minut. Rozbieg samolotu przy maksymalnej masie startowej miał być nie większy niż 320 m, a prędkość lądowania nie większa niż 130 km/h.
Uzbrojenie miały stanowić dwa 20 mm działka i dwa 7,7 mm karabiny maszynowe, takie same jak użyte w myśliwcu A6M2 Reisen. Wybór silnika zostawiono konstruktorowi. Wymagania nie zawierały wzmianek o zwrotności.
Dla nowego myśliwca wybrano 14-cylindrowy, chłodzony powietrzem, silnik gwiazdowy Mitsubishi Ha-32 Kasei Model 13 o mocy 1440 KM przy starcie. Drugim silnikiem branym pod uwagę był 12-cylindrowy (w układzie odwróconego V), chłodzony cieczą, silnik Aichi Ha-60 Atsuta o mocy 1182 KM, przy czym jego wytwórca Aichi Tokei Denki K. K. obiecywał zwiększenie w przyszłości mocy o ok. 20%. Silnik Aichi charakteryzował się mniejszym zużyciem paliwa i mniejszym oporem czołowym.

## J2M1
Prace projektowe rozpoczęły się na początku 1940. Pierwszy prototyp oznaczony jako J2M1 był napędzany 1460 konnym silnikiem gwiazdowym Mitsubishi MK4C Kasei 13 z trójpłatowym śmigłem. Ponieważ silnik gwiazdowy ma duży opór czołowy, w celu jego zmniejszenia osłona silnika zwężała się w kierunku dziobu samolotu. Aby zapewnić odpowiednie chłodzenie silnika zastosowano wentylator tłoczący powietrze przez otwór w obudowie. Profil skrzydła samolotu posiadał niskie opory, a zastosowanie bardzo niskiej kabiny miało jeszcze zwiększyć opływowość konstrukcji. Za zwiększenie zwrotności odpowiadały wysuwane klapy bojowe.
Ze względu na priorytetowy projekt myśliwca A6M Reisen, budowa pierwszego prototypu została ukończona dopiero w lutym 1942, a jego pierwszy lot odbył się 20 marca tego samego roku. 
Pomimo dobrych własności lotnych i dobrego sterowania samolot posiadał wiele wad, min. bardzo złą widoczność z kabiny, zacinające się podwozie przy prędkościach większych niż 160 km/h i zawodny mechanizm sterowania łopatami śmigła. Ponadto zarówno prędkość maksymalna jak i prędkość wznoszenia były niższe od zakładanych. Łącznie zbudowano 3 egzemplarze tego typu, a czwarty prototyp przebudowano na wersję J2M2.

## J2M2
Pierwszy prototyp J2M2 przebudowano z nie spełniającego wymagań J2M1. W pierwszej kolejności zamieniono silnik na mocniejszy Mitsubishi MK4R-A Kasei 23a o mocy 1820 KM zwiększonej przez zastosowanie wtrysku mieszanki wody z metanolem do turbosprężarki. Obudowa silnika została skrócona przez co cała długość samolotu zmniejszyła się o ok. 0,3 m i poprawiła się widoczność z kabiny podczas lądowania. Śmigło zmieniono na 4 łopatowe, kabinę podwyższono i dodano płaskie szyby w celu polepszenia widoczności. Aby zachować położenie środka ciężkości maszyny po wzroście masy silnika o 14%, zmniejszono pojemność zbiorników paliwa. J2M2 został oblatany 12 października 1942 roku. Uzbrojenie stanowiły dwa 7,7 mm karabiny maszynowe Typ 97 zamontowane w obudowie silnika i strzelające przez śmigło (po 550 nabojów) oraz dwa 20 mm działka Typ 99 w skrzydłach (po 200 nabojów). Tak zmodyfikowany samolot spełniał wymagania marynarki wojennej Japonii, dlatego wkrótce złożono zamówienie na te maszyny i wprowadzono do służby jako „myśliwiec przechwytujący J2M2 Raiden Model 11”. Produkcję rozpoczęto w Fabryce Nr 3 Mitsubishi w Nagoi.
Decyzja o wprowadzeniu myśliwca do produkcji była jednak przedwczesna, ponieważ niedopracowany silnik Kasei 23a stwarzał wiele problemów eksploatacyjnych. Wprowadzenie odpowiednich poprawek rozwiązało te problemy, ale duże opóźnienie w produkcji skutkowało tym, że do marca 1943 wyprodukowano tylko 11 sztuk myśliwca w wersji J2M2.
Do maja 1944 r. wyprodukowano 155 myśliwców typu J2M2.

## J2M3
Równolegle z modelem J2M2 produkowano J2M3 Raiden Model 21, przeznaczony do produkcji seryjnej. J2M3 był wyposażony w skrzydło o większej wytrzymałości umożliwiające zamontowanie czterech 20 mm działek. Karabiny maszynowe 7,7 mm zostały usunięte. Dwa z zamontowanych działek Model 2 zamontowane były w ten sposób, że lufa wystawała z płata, pozostałe dwa natomiast (Model 1) o mniejszej szybkostrzelności były całkowicie schowane w skrzydle. Umieszczenie dodatkowych działek pociągnęło za sobą konieczność zmniejszenia zbiorników paliwa w skrzydłach. Zmniejszono także zbiornik w kadłubie, ale dodano możliwość przenoszenia dodatkowego 200-litrowego zbiornika paliwa pod kadłubem zamiast 2 bomb po 60 kg umieszczonych pod skrzydłami.
J2M3 został wprowadzony do służby gdy J2M2 był jeszcze produkowany. W obu samolotach użyto tego samego sprawiającego wiele problemów silnika Kasei 23a.
Ponieważ zastosowano dwa typy działek o różnych charakterystykach stwarzało to problemy w celowaniu. Próbowano temu zaradzić konstruując zmodyfikowaną wersję J2M3a Model 21A. Zastosowano w nim cztery działka Model 2 z których 2 umieszczono w gondolach pod skrzydłami. Efektywność takiej konfiguracji uzbrojenia była znacznie lepsza, ale odrzut działek w gondolach był tak duży, że zrezygnowano z tego rozwiązania. Zbudowano tylko 21 samolotów w wersji J2M3a.
Wprowadzenie lepszego uzbrojenia do J2M3 spowodowało zwiększenie jego masy, co z kolei pogorszyło jego parametry, które przestały spełniać wymagania postawione przez marynarkę wojenną. Ponadto częste problemy mechaniczne i zawodność konstrukcji skutkujące wolnymi dostawami spowodowały, że marynarka japońska postanowiła zaadaptować myśliwiec Kawanishi N1K1-J Shiden (nazwa kodowa George) do roli głównego myśliwca przechwytującego. Pozwolono na produkcję J2M3, do momentu zastąpienia go przez nowy myśliwiec A7M Reppu („Huragan”).
Pojawienie się bombowców B-29 spowodowało, że dowództwo floty postanowiło kontynuować projekt J2M3 i przeznaczyć go do przechwytywania tych właśnie bombowców. Pierwsze użycie bojowe nowego myśliwca miało miejsce we wrześniu 1944 r. na Wyspach Mariańskich podczas bitwy na Morzu Filipińskim kiedy to mała grupa Raidenów operowała z wyspy Guam. Po przechwyceniu przez siły alianckie dokumentów związanych z samolotem nadano mu kryptonim Jack.
J2M3 był głównie używany do obrony macierzystych wysp japońskich przed bombowcami B-29. Silnie uzbrojony, dobrze opancerzony samolot o dużej prędkości wnoszenia, jako jeden nielicznych myśliwców japońskich był w stanie przechwycić wysoko lecące B-29. Cztery 20 mm działka stanowiły wystarczająco ciężkie uzbrojenie, aby niszczyć Superfortece.

## J2M4
W celu uzyskania lepszych parametrów myśliwca na dużych wysokościach w sierpniu 1944 r. wprowadzono kolejną jego wersję J2M4 Model 34. Zastosowano nowy silnik Kasei 23c z turbosprężarką zamontowaną z boku kadłuba za silnikiem. Turbosprężarka umożliwiała podniesienie mocy do 1420 KM na wysokości 10000 m, a nie jak dotychczas tylko na 5 200 m.
Zamiast czterech 20 mm działek w skrzydłach zastosowano 2 działka zamontowane w kadłubie za kabiną pilota i strzelające do góry pod kątem 70 stopni podobnie jak w niemieckim rozwiązaniu Schräge Musik.
Samolot osiągał prędkość 580 km/h na wysokości 10000 m, co czyniło go jeszcze bardziej użytecznym przeciwko bombowcom alianckim, operującym na dużych wysokościach. Problemy z turbosprężarką spowodowały, że przerwano projekt. Wybudowano tylko 2 prototypy J2M4.

## J2M5
Kolejny wariant J2M5 Raiden Model 33 został zbudowany na bazie J2M4 ale z silnikiem MK4U-4 Kasei 26a z mechaniczną trójstopniową turbosprężarką. Wzbił się on w powietrze wcześniej niż J2M4, bo już w maju 1944 roku. Mechaniczna turbosprężarka była bardziej niezawodna niż zastosowana w poprzedniej wersji i umożliwiała uzyskanie prędkości 610 km/h na wysokości 7300 m, co czyniło tę wersję najszybszą z całej serii myśliwców Raiden. Ponadto wyposażono go w przestronniejszy kokpit o lepszej widoczności. Ze względu na niedostateczną dostępność silników MK4U-4 Kasei 26a i związanymi z tym opóźnieniami w produkcji do końca wojny, wyprodukowano tylko 34 myśliwce tego typu.
Następna wersja J2M5a Model 33A z czterema 20 mm działkami i kabiną w kształcie kopuły nie została wprowadzona ze względu na zakończenie działań wojennych.

## J2M6
J2M6, poprzedzał modele J2M4 i J2M5, ale różnił się od J2M3, posiadał przestronniejszą kabinę w kształcie kopuły o lepszej widoczności. Zbudowano tylko jeden egzemplarz J2M6, ale zaproponowany wzór kabiny znalazł zastosowanie w seryjnych samolotach serii J2M3 i J2M3a.
Przedstawiono także projekt J2M6a Model 31A będący analogiczną modyfikacją J2M3a. Nigdy nie został zbudowany.

## J2M7
Wersja J2M7 Model 23 była wariantem J2M3 z silnikiem Kasei 26a. Wersja J2M7a Model 23A była podobna, ale bazowała na J2M3a z czterema działkami 20 mm Typ 99 Model 2. Ze względu na koniec wojny żaden z powyższych wariantów nie wyszedł poza stadium projektu.

## Użycie
J2M był najlepszym seryjnie produkowanym myśliwcem przechwytującym japońskiej marynarki wojennej. Były zdolne do przechwycenia bombowców strategicznych Boeing B-29 Superfortress, aczkolwiek ich największą wadą w tym zastosowaniu był mały zasięg i długotrwałość lotu, przy koniecznym długim wznoszeniu. Według statystyk marynarki amerykańskiej J2M były najgroźniejszym przeciwnikiem dla jej późnych myśliwców – Grumman F6F Hellcat miały zestrzelić 33 samoloty identyfikowane jako Jack, przy stracie 9, a Vought F4U Corsair miały zestrzelić 9 przy stracie 3 – co stanowiło najlepszy stosunek dla japońskich samolotów.
Po testach zdobytych egzemplarzy, Amerykanie uznali J2M za dobry samolot, ale niedopracowany i dość trudny w pilotażu. Zaletą była duża siła ognia, opancerzenie i dobre osiągi, natomiast słaba była zwrotność.

## Dane lotno-techniczne
| Wersja              | J2M1 Model 11                                      | J2M2 Model 11                                      | J2M3 Model 11 | J2M4 Model 11 | J2M5 Model 11 |
| Długość             | 10,6 m                                             | 10,4 m                                             | 10,68 m | 10,9 m | 10,55 m |
| Wysokość            | 4,10 m                                             | 4,14 m                                             | 4,21 m | 4,21 m | 4,21 m |
| Rozpiętość          | 11,6 m                                             | 11,6 m                                             | 11,6 m | 11,6 m | 11,6 m |
| Silnik              | MK4R-A Kasei 13 1430 KM                            | MK4R-A Kasei 13 1870 KM                            | MK4R-A Kasei 13 1870 KM                                                                                              | MK4R-A Kasei 13 1820 KM | MK4R-A Kasei 13 1820 KM                                                                                              |
| Masa własna         | 2190 kg                                            | 2348 kg                                            | 2490 kg | 2813 kg | 2510 kg |
| Masa startowa       | 2860 kg                                            | 3210 kg                                            | 3440 kg | 3947 kg | 3468 kg |
| Masa maksymalna     | -                                                  | -                                                  | 3683 kg | - | - |
| Prędkość maksymalna | 574 km/h na pułapie 6500 m                         | 593 km/h na pułapie 5800 m                         | 574 km/h na pułapie 6400 m                                                                                           | 580 km/h na pułapie 9900 m | 611 km/h na pułapie 7300 m                                                                                           |
| Pułap               | 11 800 m                                           | 12 580 m                                           | 12 580 m | 12 420 m | 12 100 m |
| Uzbrojenie          | 2 km kal. 7,7 mm Typ 97; 2 działka 20 mm Typ 99-2; | 2 km kal. 7,7 mm Typ 97; 2 działka 20 mm Typ 99-2; | 2 działka 20 mm Typ 99-1; 2 działka 20 mm Typ 99-2; 200 litrowy zbiornik paliwa lub 2 bomby po 30 kg lub jedna 60 kg | 2 działka 20 mm Typ 99-1 strzelające do góry; 2 działka 20 mm Typ 99-2; 200 litrowy zbiornik paliwa lub 2 bomby po 30 kg lub jedna 60 kg | 2 działka 20 mm Typ 99-1; 2 działka 20 mm Typ 99-2; 200 litrowy zbiornik paliwa lub 2 bomby po 30 kg lub jedna 60 kg |